# GOPC
A PDZ associada ao Golgi e proteína contendo motivo espiralado é uma proteína que em humanos é codificada pelo gene GOPC.
PIST é uma proteína de Golgi contendo o domínio PDZ. Os domínios PDZ contêm aproximadamente 90 aminoácidos e ligam o terminal C extremo de proteínas de uma maneira específica da seqüência.

## Interações
O GOPC demonstrou interagir com GRID2, BECN1, RHOQ,ACCN3, CFTR e CSPG5.